# Osteospermum hirsutum
Osteospermum hirsutum là một loài thực vật có hoa trong họ Cúc. Loài này được Thunb. mô tả khoa học đầu tiên.